# 16 de setembro
16 de setembro é o 259.º dia do ano no calendário gregoriano (260.º em anos bissextos). Faltam 106 dias para acabar o ano.

## Eventos históricos

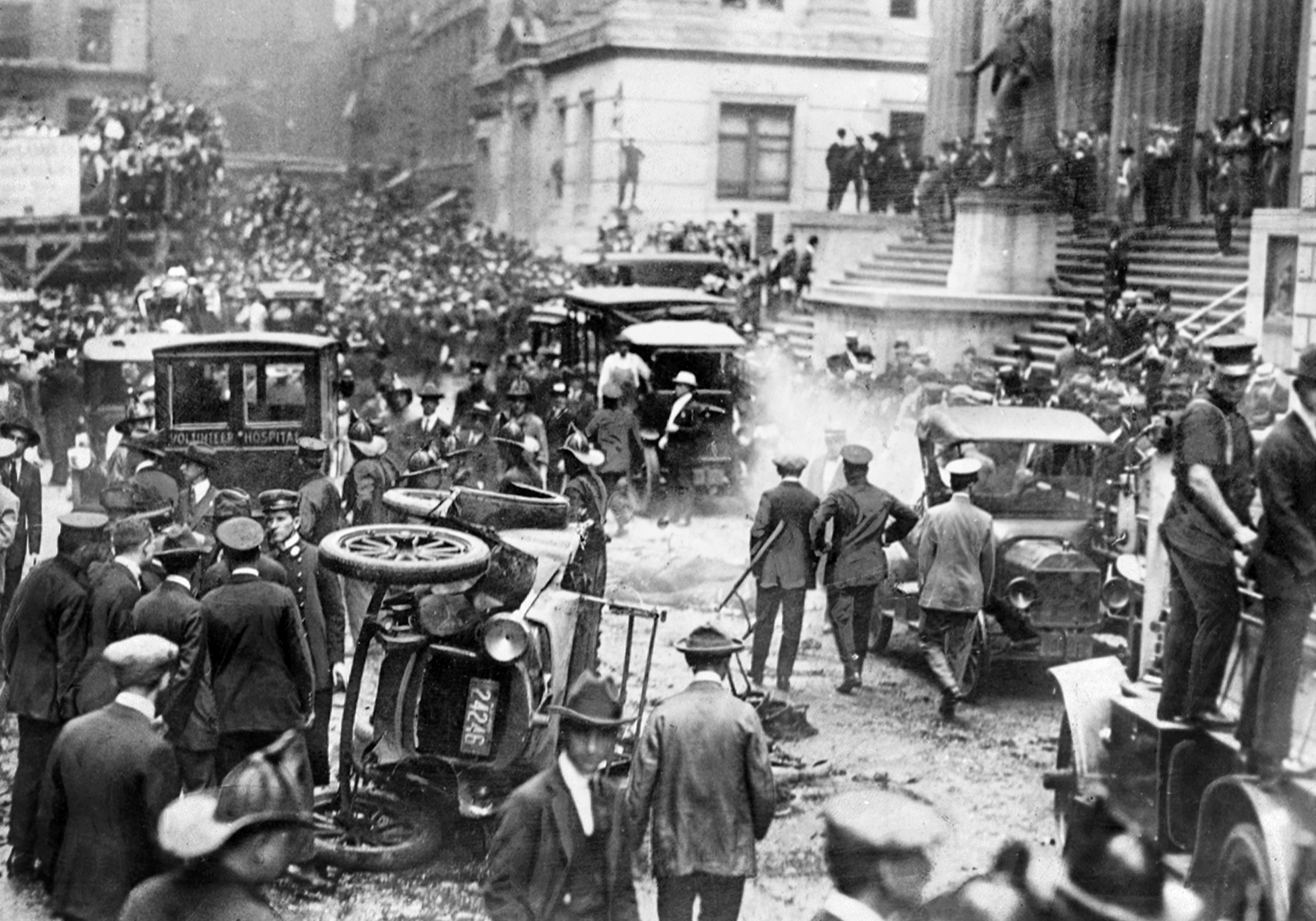
1920: Atentado de Wall Street

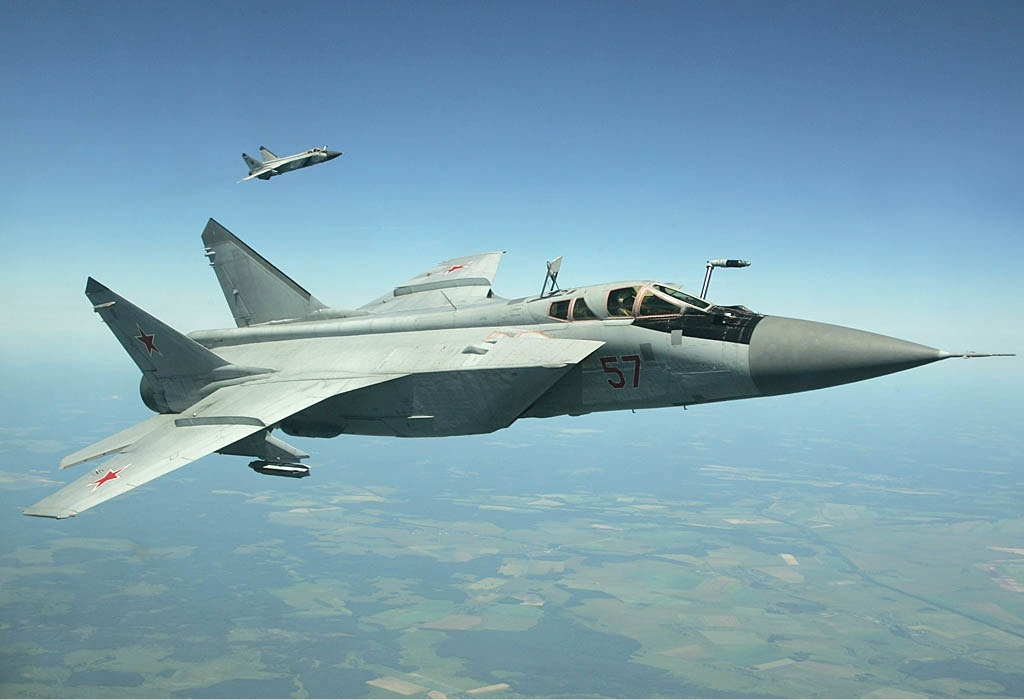
1975: Voo inaugural do Mikoyan-Gurevich MiG-31

- 0307 — O imperador Valério Severo é capturado e encarcerado em Três Tavernas. É executado mais tarde (ou forçado a cometer suicídio) depois que Galério invadiu sem sucesso a Itália.
- 0681 — O Papa Honório I é postumamente excomungado pelo Sexto Concílio Ecumênico.
- 1400 — Owain Glyndŵr é declarado Príncipe de Gales por seus seguidores.
- 1620 — Os peregrinos zarpam da Inglaterra no Mayflower.
- 1701 — Jaime Francisco Eduardo Stuart, às vezes chamado de "Velho Pretendente", torna-se o pretendente jacobita aos tronos da Inglaterra e da Escócia.
- 1721 — Fundação do Arquivo Público do Estado de São Paulo, a mais antiga repartição pública da capital paulista.
- 1732 – Em Campo Maior, Portugal, uma tempestade atinge o Arsenal e segue-se uma violenta explosão, matando dois terços dos seus habitantes.
- 1776 — Guerra de Independência dos Estados Unidos: ocorre a Batalha de Harlem Heights.
- 1810 — Início da Guerra da Independência do México.
- 1817 — O estado de Alagoas é emancipado da Capitania de Pernambuco, em consequência da Revolução Pernambucana daquele ano.
- 1822 — O físico francês Augustin-Jean Fresnel, em uma "nota" lida para a Academia de Ciências, relata um experimento de refração direta verificando a hipótese de David Brewster de que a fotoelasticidade (como agora é conhecida) é birrefringência induzida por estresse.
- 1824 — Frei Caneca se refugia na cidade de Abreu e Lima, derrotado na Confederação do Equador.
- 1908 — General Motors é fundada por William Durant.
- 1909 — O inventor brasileiro Alberto Santos Dumont bate o recorde de decolagem mais curta com sua Demoiselle.
- 1914 — Primeira Guerra Mundial: começa o Cerco de Przemyśl (atual Polônia).
- 1920 — Atentado de Wall Street: uma bomba em uma carroça puxada por cavalos explode em frente ao prédio do banco JPMorgan Chase em Nova Iorque, matando 38 pessoas e ferindo outras 400.
- 1944 — Segunda Guerra Mundial: tropas brasileiras da FEB ocupam Massarosa, Monte Castello e Montese, na Itália.
- 1945 — Segunda Guerra Mundial: A ocupação japonesa de Hong Kong chega ao fim.
- 1947 — Oswaldo Aranha é eleito presidente da Assembleia Geral da ONU.
- 1955 — O golpe militar para derrubar o presidente Juan Perón da Argentina.
- 1961
  - O Tufão Nancy, possivelmente com os ventos mais fortes já medidos em um ciclone tropical, chega a Osaka, no Japão, matando 173 pessoas.
  - O Paquistão cria sua Comissão de Pesquisa do Espaço e Atmosfera Superior, com Abdus Salam como líder.
- 1963 — A Malásia é formada pela fusão da Federação Malaia, Singapura, Bornéu do Norte (Sabá) e Sarawak. No entanto, Singapura logo deixa este novo país.
- 1970 — O rei Hussein da Jordânia declara o governo militar após o sequestro de quatro aviões civis pela Frente Popular para a Libertação da Palestina (FPLP). Isso resulta na formação da unidade paramilitar palestina Setembro Negro.
- 1975
  - Cabo Verde, Moçambique e São Tomé e Príncipe são admitidos como Estados-Membro da ONU.
  - Papua-Nova Guiné obtém independência da Austrália.
  - O primeiro protótipo do interceptor Mikoyan-Gurevich MiG-31 faz seu voo inaugural.
- 1978 — Um sismo atinge a cidade de Tabas, Irã, com uma intensidade máxima de Mercalli IX (Violento). Ao menos 15 000 pessoas morrem.
- 1980 — São Vicente e Granadinas torna-se Estado-Membro da ONU.
- 1982 — Guerra do Líbano: ocorre o Massacre de Sabra e Chatila no Líbano.
- 1987 — Assinado o Protocolo de Montreal para a redução da emissão de gases nocivos à camada de ozônio. Em comemoração, a ONU declarou a data como Dia Internacional para a Preservação da Camada de Ozônio.
- 1992 — Quarta-Feira Negra: a libra britânica é forçada a sair do Mecanismo Europeu de Taxas de Câmbio por especuladores cambiais e é forçada a desvalorizar-se perante o marco alemão.
- 1994 — O governo britânico retira a proibição de transmissão imposta contra membros dos grupos paramilitares do Sinn Féin e da Irlanda em 1988.
- 2004
  - A Assembleia da República de Portugal aprova, por unanimidade, translado dos restos mortais de Manuel de Arriaga para o Panteão Nacional de Santa Engrácia.
  - O Furacão Ivan atinge a costa em Gulf Shores, Alabama, como um furacão de categoria 3.
- 2007 — O voo One-Two-GO 269 transportando 128 pessoas cai na Tailândia matando 89.
- 2014 — O Estado Islâmico do Iraque e do Levante lançam sua ofensiva em Kobanî contra as forças sírio-curdas.
- 2015 — Lançado para o público em geral o iOS 9, a nona versão do sistema operacional móvel iOS projetado pela Apple.
- 2020 — Após renúncia de Shinzō Abe, Yoshihide Suga torna-se primeiro-ministro do Japão.[1][2]
- 2022 — Manifestações eclodem no Irã após a morte de Mahsa Amini, jovem presa em Teerã por não usar o hijabe adequadamente. Protestos deixam 17 mortos.[3]

## Nascimentos

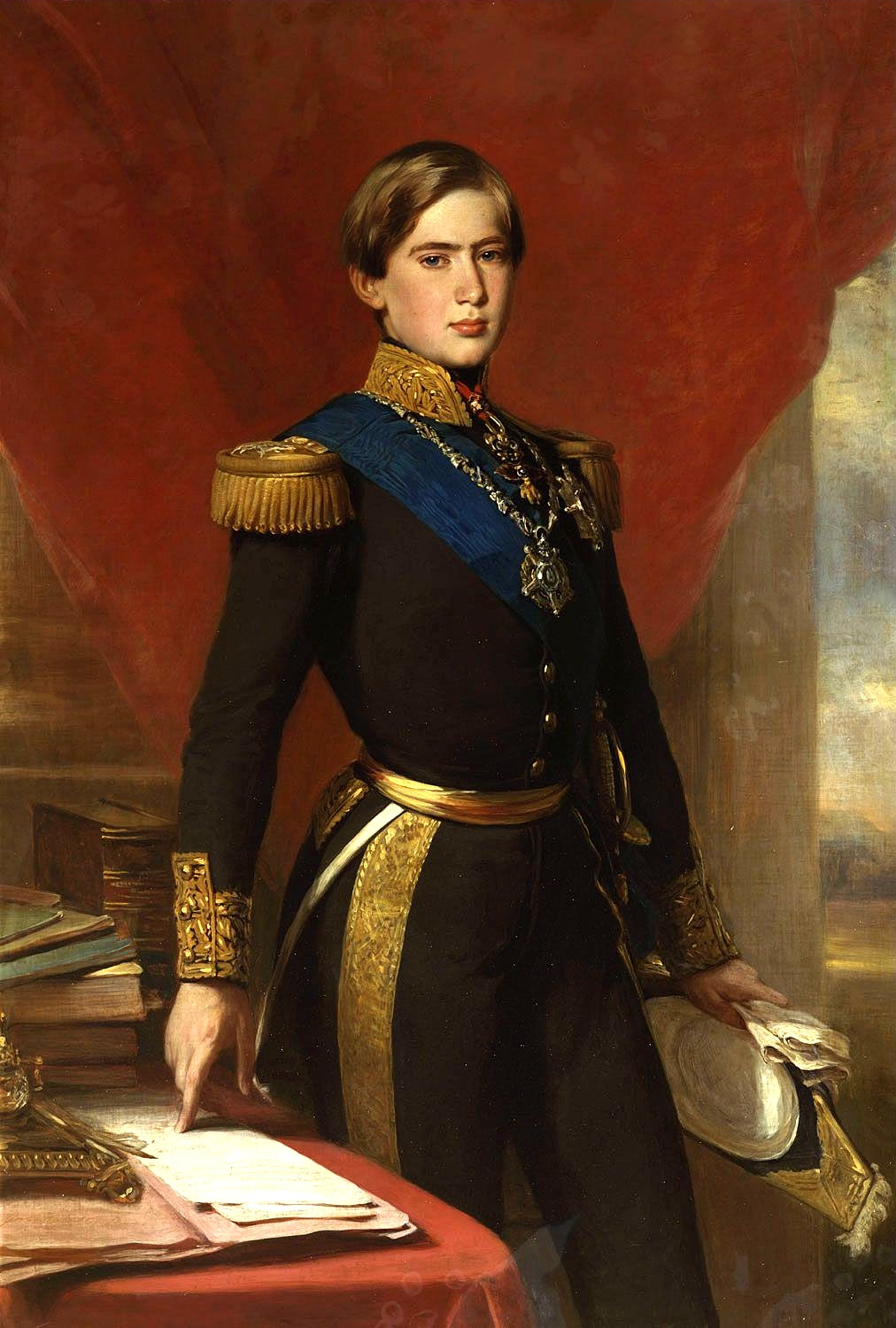
Pedro V de Portugal

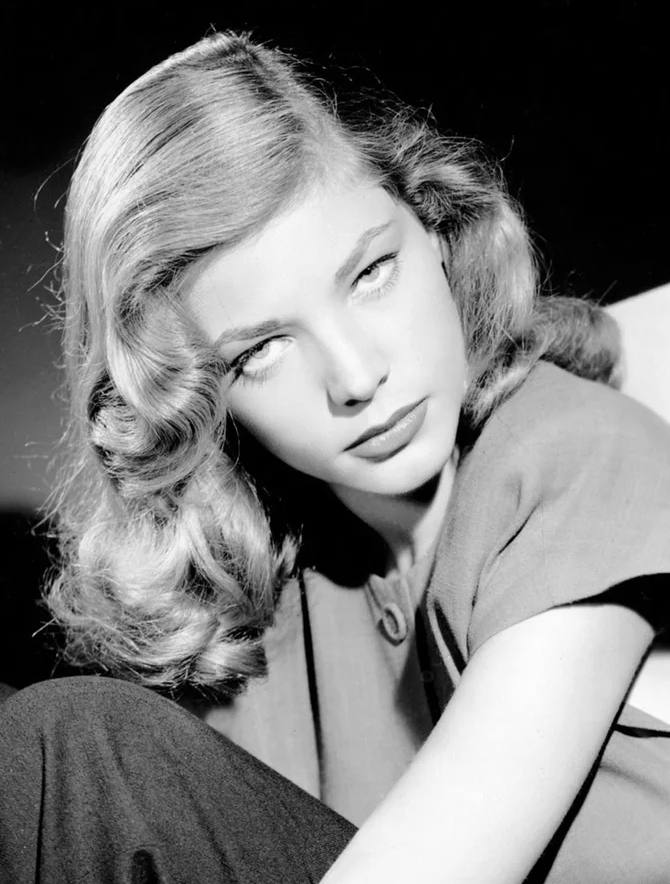
Lauren Bacall

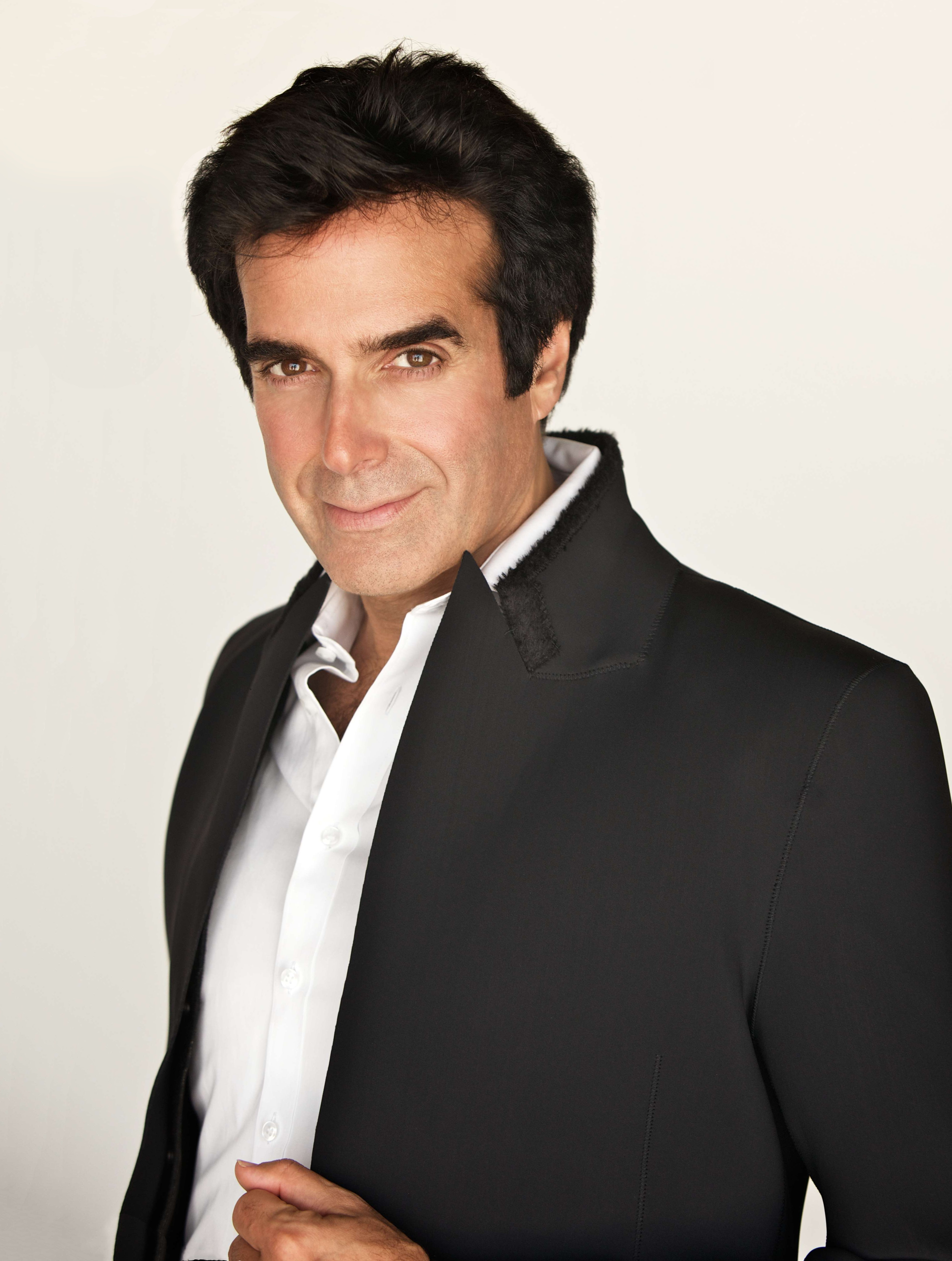
David Copperfield

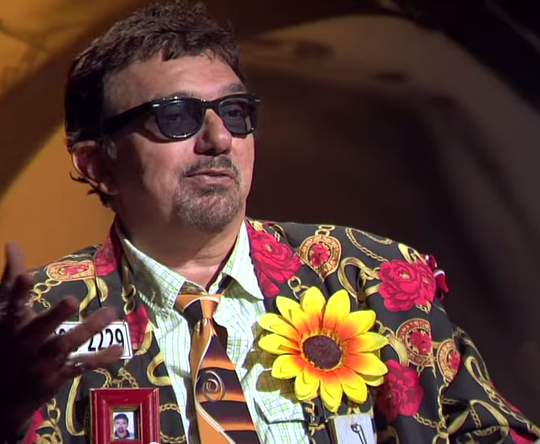
Falcão

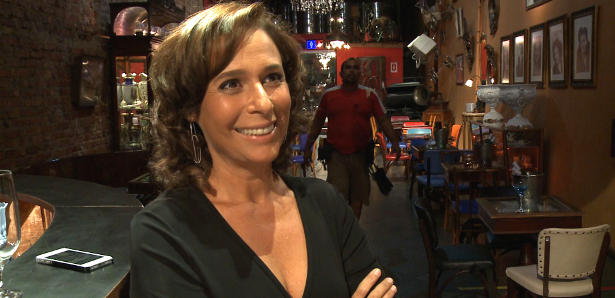
Andréa Beltrão

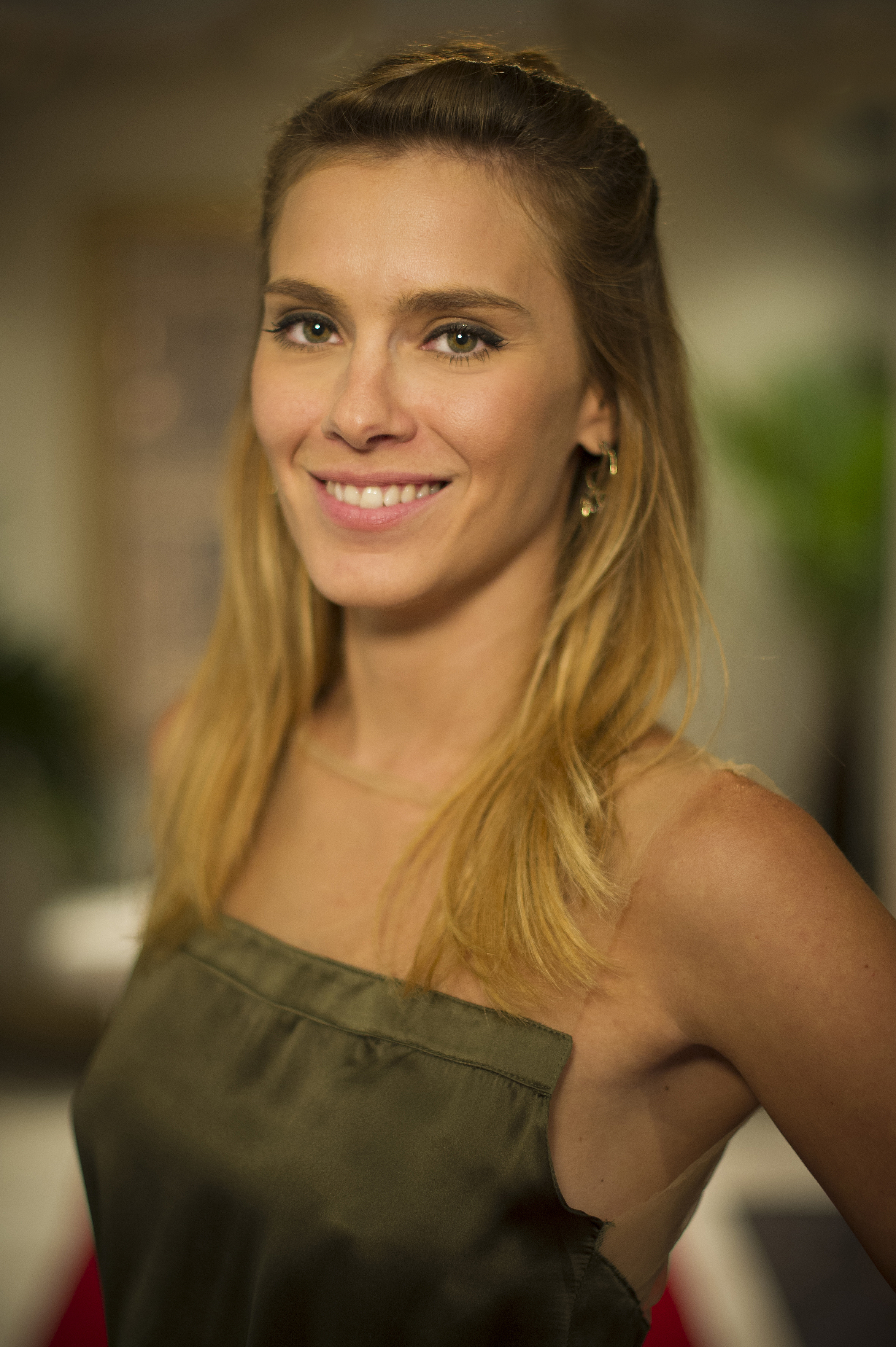
Carolina Dieckmann

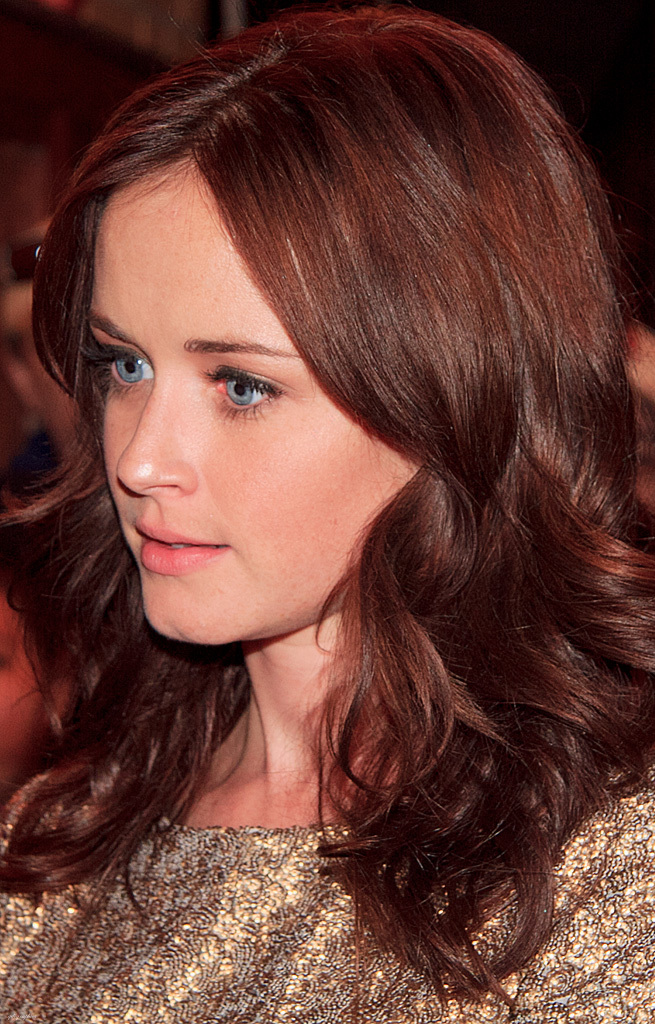
Alexis Bledel

### Anterior ao século XIX
- 0016 — Drusila, irmã do imperador romano Calígula (m. 38).
- 1386 — Henrique V de Inglaterra (m. 1422).
- 1462 — Pietro Pomponazzi, filósofo italiano (m. 1525).
- 1507 — Jiajing, imperador da China (m. 1567).
- 1651 — Engelbert Kaempfer, naturalista, viajante e botânico alemão (m. 1716).
- 1722 — Fermín Francisco de Carvajal Vargas y Alarcón, Duque de San Carlos (m. 1797).
- 1736 — Johannes Nikolaus Tetens, filósofo e matemático alemão (m. 1807).
- 1745 — Mikhail Kutuzov, militar russo (m. 1813).
- 1775 — Christian Friedrich Schwägrichen, botânico alemão (m. 1853).
- 1782 — Daoguang, imperador da China (m. 1850).

### Século XIX
- 1812 — Robert Fortune, botânico e explorador britânico (m. 1880).
- 1823 — Miguel III da Sérvia (m. 1868).
- 1825 — Simeon Bavier, político suíço (m. 1896).
- 1826 — Ernesto I de Saxe-Altemburgo (m. 1908).
- 1837 — Pedro V de Portugal (m. 1861).
- 1846
  - Anna Kingsford, médica e escritora britânica (m. 1888).
  - Marie Popelin, advogada, ativista e feminista belga (m. 1913).
- 1853 — Albrecht Kossel, médico alemão (m. 1927).
- 1854 — Zhang Xun, militar chinês (m. 1916).
- 1856 — Wilhelm von Gloeden, fotógrafo alemão (m. 1931).
- 1859 — Yuan Shikai, político e militar chinês (m. 1916).
- 1867 — Vintilă Brătianu, político romeno (m. 1930).
- 1868 — Albert William Herre, zoólogo estadunidense (m. 1962).
- 1870 — John Pius Boland, tenista e político irlandês (m. 1958).
- 1880 — Raoul Dautry, engenheiro e político francês (m. 1951).
- 1882 — Ricardo Rojas, escritor, crítico literário e historiador argentino (m. 1957).
- 1886 — Hans Arp, pintor e poeta franco-alemão (m. 1966).
- 1887 — Nadia Boulanger, compositora e educadora francesa (m. 1979).
- 1888 — Frans Eemil Sillanpää, escritor finlandês (m. 1964).
- 1891 — Karl Dönitz, almirante alemão (m. 1980).
- 1893
  - Alexander Korda, diretor e produtor de cinema húngaro (m. 1956).
  - Albert Szent-Györgyi, cientista húngaro (m. 1986).
- 1897
  - Cândido Motta Filho, jornalista, escritor e intelectual brasileiro (m. 1977).
  - Battling Siki, pugilista franco-senegalês (m. 1925).

### Século XX

#### 1901–1950
- 1901 — Andrée Brunet, patinadora artística francesa (m. 1993).
- 1904 — Marcel Pourbaix, químico belga (m. 1998).
- 1905 — Gösta Dunker, futebolista sueco (m. 1973).
- 1906
  - Maurice Sachs, escritor francês (m. 1945).
  - Jack Churchill, militar britânico (m. 1996).
- 1910 — Karl Kling, automobilista alemão (m. 2003).
- 1913 — Félicien Marceau, escritor belgo-francês (m. 2012).
- 1914
  - Lupicínio Rodrigues, cantor e compositor brasileiro (m. 1974).
  - Josef Peters, automobilista alemão (m. 2001).
- 1917 — Alexander Schmorell, ativista alemão (m. 1945).
- 1919 — Laurence J. Peter, psicólogo canadense (m. 1990).
- 1920 — Evry Schatzman, astrofísico francês (m. 2010).
- 1921
  - Carlos Estêvão, ilustrador, chargista e caricaturista brasileiro (m. 1972).
  - Ursula Franklin, metalurgista, pesquisadora, autora e educadora teuto-canadense (m. 2016).
  - Jon Hendricks, compositor e cantor norte-americano (m. 2017).
- 1923 — Lee Kuan Yew, político singapurense (m. 2015).
- 1924 — Lauren Bacall, atriz estadunidense (m. 2014).
- 1925
  - B. B. King, músico estadunidense (m. 2015).
  - Lucas Moreira Neves, cardeal brasileiro (m. 2002).
  - Charlie Byrd, músico estadunidense (m. 1999).
- 1926 — Plinio Barbosa Martins, advogado e político brasileiro (m. 1998).
- 1927
  - Peter Falk, ator estadunidense (m. 2011).
  - Sadako Ogata, diplomata japonesa (m. 2019).
- 1929 — Jamshid bin Abdullah de Zanzibar.
- 1930 — Anne Francis, atriz estadunidense (m. 2011).
- 1931 — George Sudarshan, físico indiano (m. 2018).
- 1934
  - George Chakiris, ator estadunidense.
  - Kurt Armbruster, futebolista suíço (m. 2019).
- 1935
  - Esther Vilar, escritora argentino-alemã.
  - Carl Andre, artista plástico norte-americano (m. 2024).
- 1936
  - Yara Amaral, atriz brasileira (m. 1988).
  - Luiz Alfredo Garcia-Roza, escritor e psicanalista brasileiro (m. 2020).
- 1939
  - Breyten Breytenbach, escritor e pintor sul-africano.
  - Roger Westman, arquiteto britânico (m. 2007).
- 1942
  - Elói Roggia, bispo brasileiro.
  - Beverly Aadland, atriz estadunidense (m. 2010).
- 1943 — Cassiano, cantor e compositor brasileiro (m. 2021).
- 1944 — Václav Migas, futevolista tcheco (m. 2000).
- 1945
  - Palaniappan Chidambaram, político indiano.
  - J. Peter Robinson, compositor britânico.
- 1946 — Camilo Sesto, cantor e compositor espanhol (m. 2019).
- 1948
  - Chieko Aoki, administradora e empresária nipo-brasileira.
  - Kenney Jones, baterista britânico.
- 1949
  - Ed Begley Jr., ator estadunidense.
  - Chrisye, cantor indonésio (m. 2007).
  - Brahim Ghali, político saaráui.
  - Percy Rojas, ex-futebolista peruano.
  - Aldo Pagotto, bispo brasileiro (m. 2020).
- 1950 — Henry Louis Gates, crítico literário, educador, acadêmico, escritor e editor norte-americano.

#### 1951–2000
- 1951
  - Sylvinha Araújo, cantora brasileira (m. 2008).
  - Willy van de Kerkhof, ex-futebolista neerlandês.
  - René van de Kerkhof, ex-futebolista neerlandês.
- 1952
  - Mickey Rourke, ator, ex-pugilista e roteirista estadunidense.
  - Karen Muir, nadadora sul-africana (m. 2013).
  - Salah Larbes, futebolista argelino (m. 2024).
  - Peter Zoller, físico austríaco.
- 1953
  - Manuel Pellegrini, treinador de futebol chileno.
  - Sabet El-Batal, futebolista egípcio (m. 2005).
- 1955 — Renan Calheiros, político brasileiro.
- 1956 — David Copperfield, mágico e ilusionista norte-americano.
- 1957
  - Falcão, arquiteto, apresentador de televisão, ator, cantor, compositor, humorista e músico brasileiro.
  - Assumpta Serna, atriz espanhola.
  - David McCreery, ex-futebolista britânico.
- 1958
  - Jennifer Tilly, atriz estadunidense.
  - Neville Southall, ex-futebolista britânico.
- 1959 — Noeli Santisteban, atriz, cantora e ex-dubladora brasileira.
- 1960
  - Mike Mignola, autor estadunidense de banda desenhada.
  - Taneti Maamau, político kiribatiano.
- 1962
  - Goran Perkovac, ex-handebolista croata.
  - Erik Hajas, ex-handebolista sueco.
- 1963
  - Richard Marx, cantor e compositor estadunidense.
  - Luc Frieden, político e jurista luxemburguês.
- 1964
  - Andréa Beltrão, atriz brasileira.
  - Rossy de Palma, atriz espanhola.
  - Molly Shannon, atriz estadunidense.
  - Dave Sabo, músico norte-americano.
- 1965
  - Carlos Alberto Breis Pereira, arcebispo brasileiro.
  - Karl-Heinz Riedle, ex-futebolista alemão.
- 1966 — Raúl Magaña, ator e apresentador de televisão mexicano.
- 1967
  - Daniele Balli, ex-futebolista italiano.
  - Maria Luís Albuquerque, política portuguesa.
- 1968
  - Rafael Alkorta, ex-futebolista espanhol.
  - Marc Anthony, cantor, compositor e ator estadunidense.
- 1969 — Hernán Cristante, ex-futebolista argentino.
- 1970 — Yuri Nikiforov, ex-futebolista russo.
- 1971 — Amy Poehler, atriz estadunidense.
- 1972
  - Sprent Dabwido, político nauruano (m. 2019).
  - César Velásquez, ex-futebolista paraguaio.
- 1973
  - Marcelo Aguiar, cantor, ator e político brasileiro.
  - Aleksandrs Isakovs, ex-futebolista letão.
- 1974
  - Tariq Saleh, jornalista brasileiro.
  - Fricson George, ex-futebolista equatoriano.
  - Mario Haas, ex-futebolista austríaco.
- 1975
  - Armando Sá, ex-futebolista moçambicano.
  - Rossana de los Ríos, ex-tenista paraguaia.
  - Gal Fridman, velejador israelense.
  - Jason Leffler, automobilista estadunidense (m. 2013).
- 1976
  - Cairo Lima, ex-futebolista brasileiro.
  - Adel Chedli, ex-futebolista tunisiano.
- 1978
  - Carolina Dieckmann, atriz brasileira.
  - Ruslan Baltiev, ex-futebolista cazaque.
  - Rahmatullo Fuzailov, ex-futebolista tajique.
  - Michael Mosley, ator estadunidense.
- 1979 — Keisuke Tsuboi, ex-futebolista japonês.
- 1980
  - Bruno Motta, humorista brasileiro.
  - Jadel Gregório, ex-velocista brasileiro.
  - Magal, futebolista brasileiro.
  - Mbulelo Mabizela, ex-futebolista sul-africano.
  - Radoslav Zabavník, ex-futebolista eslovaco.
- 1981
  - Sandra Sánchez, carateca espanhola.
  - Alexis Bledel, atriz estadunidense.
- 1982
  - Juninho, ex-futebolista brasileiro.
  - Marián Had, ex-futebolista eslovaco.
  - Leon Britton, ex-futebolista britânico.
  - Linus Gerdemann, ex-ciclista alemão.
- 1983
  - Anne Keothavong, ex-tenista britânica.
  - Kirsty Coventry, ex-nadadora zimbabuana.
- 1984
  - Katie Melua, cantora anglo-georgiana.
  - Maryam Yusuf Jamal, meio-fundista bareinita.
  - Sabrina Bryan, cantora estadunidense.
  - István Kovács, árbitro de futebol romeno.
- 1985
  - Madeline Zima, atriz estadunidense.
  - Dayro Moreno, futebolista colombiano.
  - Ernest Akouassaga, ex-futebolista gabonês.
  - Fábio Santos, ex-futebolista brasileiro.
  - Max Minghella, ator e roteirista britânico.
- 1986
  - Jandson, futebolista brasileiro.
  - Ian Harding, ator, filantropo, escritor e modelo teuto-americano.
  - Kyla Pratt, atriz e cantora norte-americana.
  - Mayara Constantino, atriz brasileira.
  - Amir Weintraub, ex-tenista israelense.
- 1987
  - Daren Kagasoff, ator estadunidense.
  - Dominique Kivuvu, ex-futebolista angolano.
  - Kyle Lafferty, futebolista britânico.
- 1988
  - Darlan Cunha, ator brasileiro.
  - Teddy Geiger, cantora e atriz estadunidense.
  - Dimitris Siovas, futebolista grego.
- 1989
  - Salomón Rondón, futebolista venezuelano.
  - Renê Júnior, futebolista brasileiro.
  - Jorge Villafaña, futebolista estadunidense.
- 1990 — Serri Park, cantora sul-coreana.
- 1991
  - Jéssica Esteves, apresentadora de televisão brasileira.
  - Jesús Zavala, ator e cantor mexicano.
- 1992
  - Joe Gyau, futebolista estadunidense.
  - Nick Jonas, cantor estadunidense.
- 1993
  - Andrew Wilson, nadador norte-americano.
  - Metro Boomin, produtor musical americano.
- 1994
  - Stéfano de Gregorio, ator argentino.
  - Aleksandar Mitrović, futebolista sérvio.
  - Bruno Petković, futebolista croata.
- 1995 — Tevita Waranaivalu, futebolista fijiano.
- 1996 — Álvaro Hodeg, ciclista colombiano.
- 1997 — Sydney Payne, canoísta canadense.
- 1998 — Robert Stannard, ciclista australiano.
- 1999 — Robert Shwartzman, automobilista russo.

### Século XXI
- 2001 — Avishag Semberg, takwondista israelense.
- 2002 — Juan Ayuso, ciclista espanhol.

## Mortes

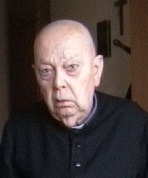
Gabriele Amorth

### Anterior ao século XIX
- 0307 — Valério Severo, imperador romano (n. ?).
- 0655 — Papa Martinho I (n. 590).
- 1087 — Papa Vítor III (n. 1026).
- 1100 — Bernoldo de Constança, cronista e escritor alemão (n. 1054).
- 1122 — Vital de Savigny, santo francês (n. 1060).
- 1343 — Filipe III de Navarra (n. 1306).
- 1380 — Carlos V de França (n. 1338).
- 1394 — Clemente VII, antipapa sediado em Avinhão (n. 1342).
- 1450 — Louis Aleman, cardeal francês (n. 1390).
- 1498 — Tomás de Torquemada, inquisidor-geral espanhol (n. 1420).
- 1583 — Catarina Jagelão, rainha da Suécia (n. 1526).
- 1589 — Miguel Baio, teólogo belga (n. 1513).
- 1701 — Jaime II da Inglaterra & VII da Escócia (n. 1633).
- 1736 — Gabriel Fahrenheit, físico e engenheiro teuto-polonês (n. 1686).
- 1771 — Ambrósio, metropolita russo (n. 1708).
- 1792 — Nguyen Hue, imperador vietnamita (n. 1752).

### Século XIX
- 1803 — Nicolas Baudin, explorador, hidrógrafo e cartógrafo francês (n. 1754).
- 1819 — John Jeffries, médico e cirurgião norte-americano (n. 1744).
- 1824 — Luís XVIII de França (n. 1755).
- 1834 — Antoine-Vincent Arnault, político, poeta, dramaturgo e fabulista francês (n. 1766).
- 1847 — Grace Aguilar, escritora britânica (n. 1816).
- 1896 — Carlos Gomes, compositor brasileiro (n. 1836).
- 1898 — Ramón Emeterio Betances, cirurgião e político porto-riquenho (n. 1827).
- 1899 — Inácio de Sousa Rolim, sacerdote católico e educador brasileiro (n. 1800).

### Século XX
- 1911 — Edward Whymper, alpinista britânico (n. 1840).
- 1925 — Alexander Friedmann, matemático e cosmólogo russo (n. 1888).
- 1928 — Marie Stritt, feminista e sufragista alemã (n. 1855).
- 1965 — Fred Quimby, diretor e produtor de animação estadunidense (n. 1888).
- 1973 — Víctor Jara, cantor e compositor chileno (n. 1932).
- 1976 — Bertha Maria Júlia Lutz, ativista feminista, bióloga, educadora, diplomata e política brasileira (n. 1894).
- 1977 — Maria Callas, cantora lírica estadunidense (n. 1923).
- 1980 — Jean Piaget, biólogo e psicólogo suíço (n. 1896).

### Século XXI
- 2002 — Nguyễn Văn Thuận, cardeal vietnamita (n. 1928).
- 2006 — Mário Teixeira Gurgel, bispo brasileiro (n. 1921).
- 2008 — Lourenço Diaferia, contista, cronista e jornalista brasileiro (n. 1933).
- 2009 — Mary Travers, cantora estadunidense (n. 1936).
- 2016 — Gabriele Amorth, presbítero e exorcista católico italiano (n. 1925).
- 2017 — Marcelo Rezende, jornalista brasileiro (n. 1951).

## Feriados e eventos cíclicos
- Dia da Independência do México
- Dia Internacional para a Preservação da Camada de Ozônio, a Ozonosfera

### Brasil
- Emancipação Política de Alagoas
- Aniversário da cidade de Irupi, Espírito Santo
- Emancipação Política de Brazópolis, Minas Gerais
- Aniversário da cidade de Lambari, Minas Gerais
- Aniversário da cidade de Jacutinga, Minas Gerais
- Aniversário da cidade de Itaúna, Minas Gerais
- Aniversário da cidade de Ituiutaba, Minas Gerais
- Aniversário da cidade de Caxambu, Minas Gerais
- Aniversário da cidade de Esmeraldas, Minas Gerais
- Aniversário da cidade de Monte Alegre de Minas, Minas Gerais
- Aniversário da cidade de Upanema, Rio Grande do Norte

### Cristianismo
- Abúndio e Abundâncio
- André Kim Taegon
- Cipriano de Cartago
- Eufêmia
- João e Marciano
- Niniano
- Papa Cornélio
- Papa Vítor III

## Outros calendários
- No calendário romano era o 16.º dia (XVI) antes das calendas de outubro.
- No calendário litúrgico tem a letra dominical G para o dia da semana.
- No calendário gregoriano a epacta do dia é viii.